# Rechteckbildröhre
Eine Rechteckbildröhre ist eine Bildröhre mit zumindest nahezu rechteckigem Schirm und löste die einfacher zu fertigende Rundkolbenbildröhre ab.

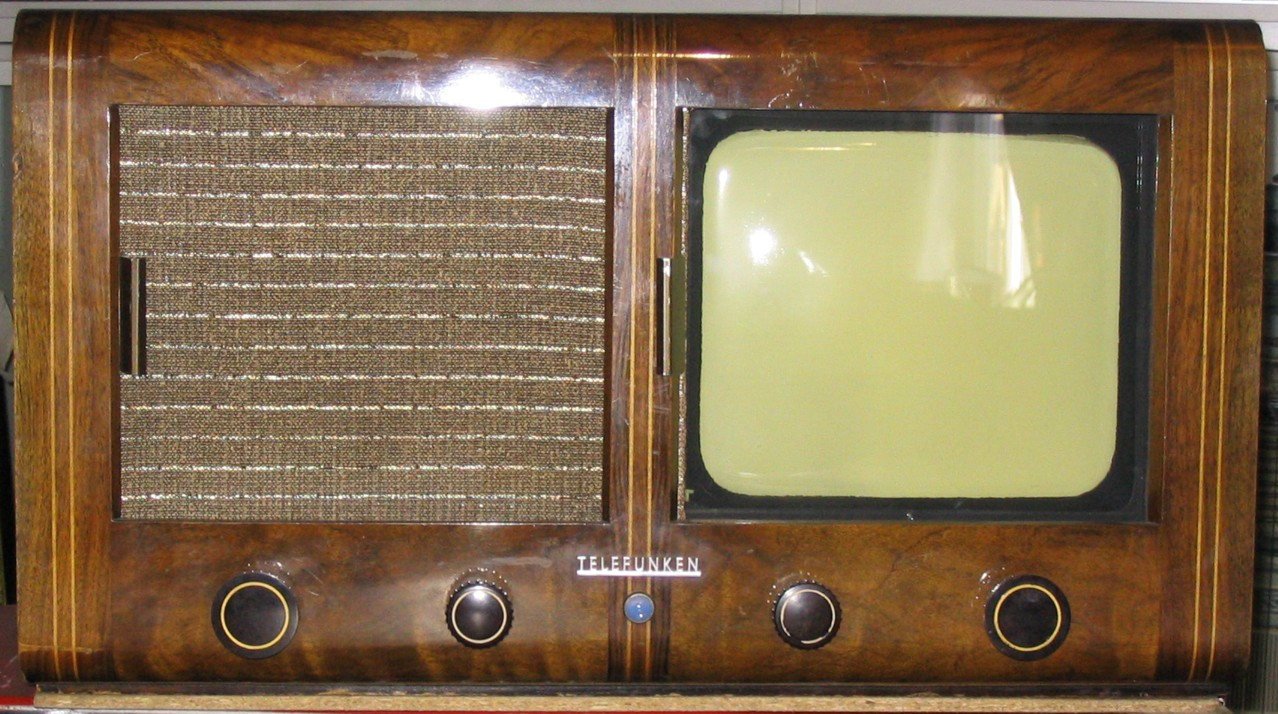
Deutscher Fernseh-Einheitsempfänger E1 von 1939 mit der ersten Rechteckbildröhre der Welt

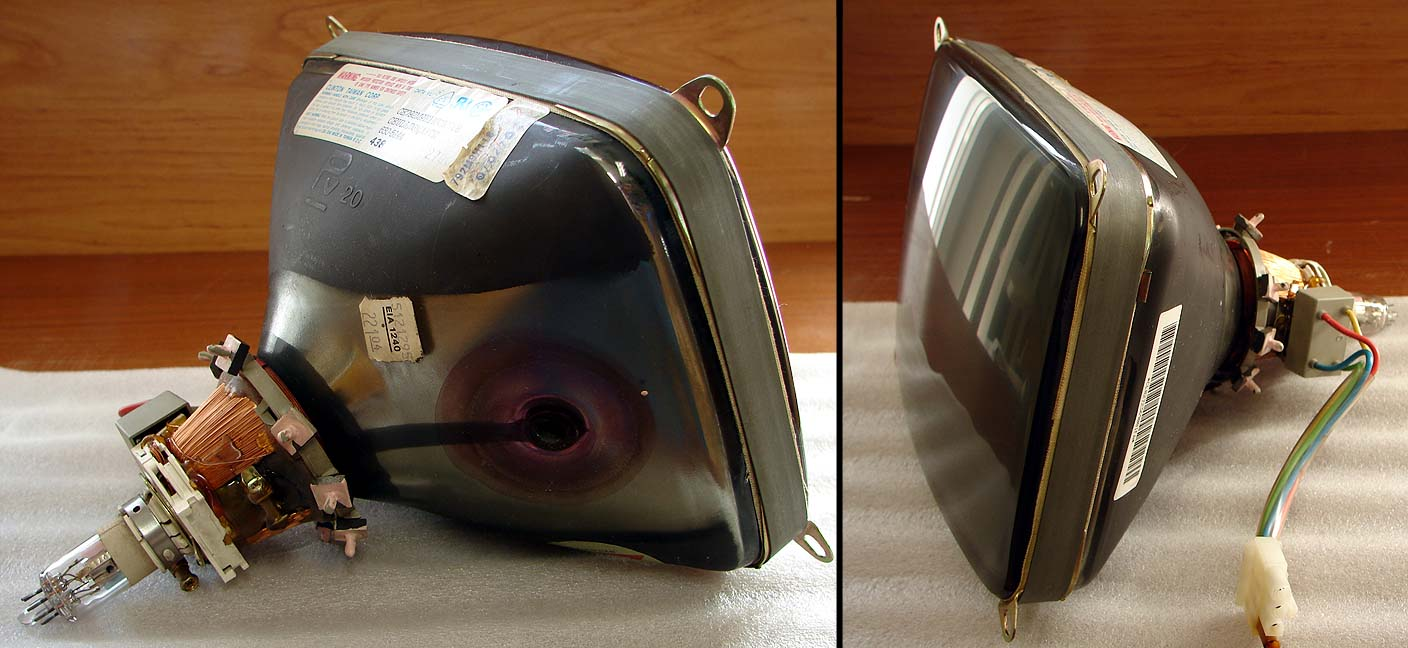
Rechteckbildröhre mit 9" Bildschirmdiagonale, einem Implosionsschutz aus Stahlband, mit Ablenkspulen

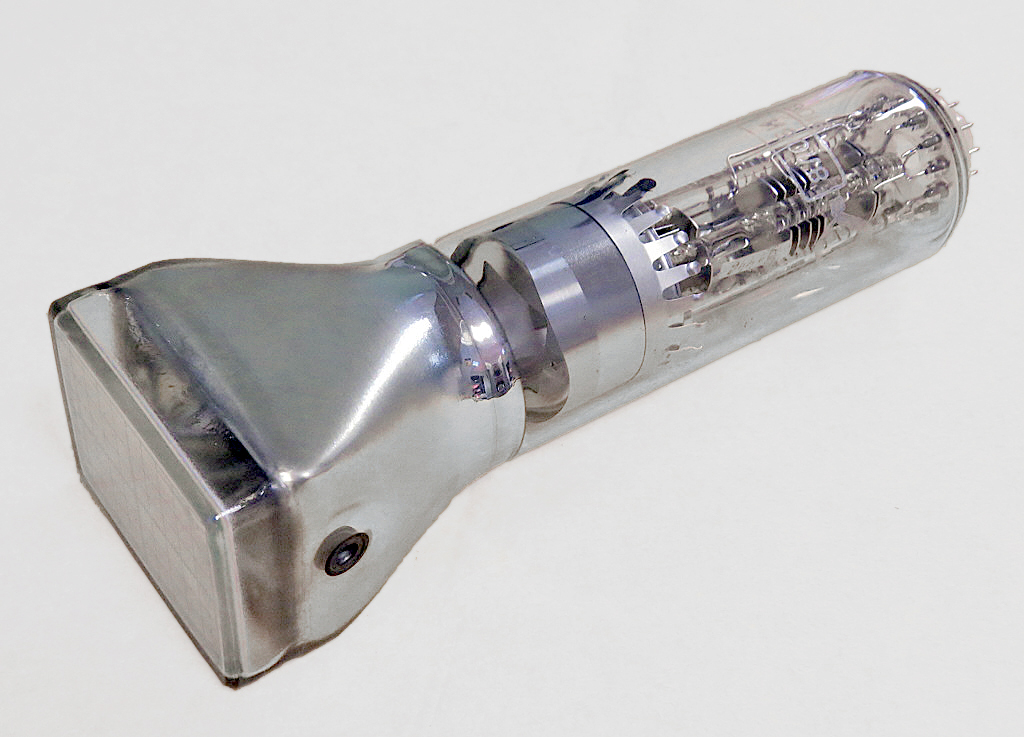
Kleine Oszilloskop-Bildröhre

Der Glaskolben der ersten Rechteckbildröhre RFB/T2 aus dem Deutschen Einheits-Fernseh-Empfänger E 1 von 1939 war zur Stabilisierung noch mit Leukoplast verstärkt. Walter Haas nennt den Telefunken-Ingenieur Bartels, der später in die USA ging, als Entwickler dieser Röhre.
Nach dem Zweiten Weltkrieg kamen ab ca. 1951 wieder die ersten Rechteckbildröhren auf den Markt (MW 36-22) und wurden – bis auf ganz wenige Ausnahmen – in deutsche Schwarzweißfernseher eingebaut, während in den USA, in Großbritannien und im Ostblock bis Mitte bzw. Ende der 1950er Jahre noch die preiswerteren und einfacher zu fertigenden Rundkolbenbildröhren verwendet wurden.
Für das Farbfernsehen gab es ab Mitte der 1960er Jahre Rechteckbildröhren, die einen gewölbten Bildschirm aufwiesen. Die wirklich flachen Rechteck-Farbbildröhren kamen erst in den 1990er Jahren auf den Markt – die Wölbung wurde auf die Innenseite des Kolbens verlegt, während die Außenseite flach gefertigt wurde.